# Talmenia arsilonchoides
Talmenia arsilonchoides är en fjärilsart som beskrevs av Heinrich Benno Möschler 1883. Talmenia arsilonchoides ingår i släktet Talmenia och familjen tandspinnare. Inga underarter finns listade i Catalogue of Life.